# Guetty Felin
Pour les articles homonymes, voir Felin.
Guetty Félin est une réalisatrice et productrice américano-haïtienne née en Haïti,.

## Biographie
Elle naît en Haïti et grandit à New York. Son premier film, Hal Singer, keep the music going, est un documentaire d'une heure sur le jazzman Hal Singer en 1999. En 2003, elle est programmatrice du Festival film Jakmèl. En juin-juillet 2004, elle conçoit avec Anne Lescat le projet Haïti en Seine qui propose une série d'événements sur la culture haïtienne à Paris et en Seine-Saint-Denis et coordonne le festival de films Écrans d'Haïti qui se déroule à Paris, New-York et Port-au-Prince. Avec son mari Hervé Cohen, elle réalise un documentaire sur Barack Obama en 2010, Obama, plus près du rêve.
Son moyen-métrage documentaire Notre-Dame de Port-au-Prince est primé au Festival régional et international du cinéma de Guadeloupe en janvier 2013. La même année, elle assure la distribution dans les salles de Aujourd'hui d'Alain Gomis. Son premier long métrage de fiction, Ayiti mon amour, sort en 2016.
Après avoir créé la maison de production Bellemoon Productions, elle est productrice exécutive en 2019 de Zombi Child de Bertrand Bonello. Elle tourne en 2023 son deuxième long-métrage Un coq sur un escalier de secours.

## Filmographie

### Réalisation
- 1999 : Hal Singer, keep the music going, moyen-métrage de 58'
- 2006 : Thérèse, court-métrage de 9'
- 2010 : Obama, plus près du rêve (Closer to the Dream), long-métrage documentaire
- 2012 : Notre-Dame de Port-au-Prince (Broken Stones), moyen-métrage documentaire
- 2016 : Ayiti mon amour
- 2023 : Un coq sur un escalier de secours (A Rooster on the Fire Escape) Date sujette à modification